# Assassin's Creed: Embers
Assassin's Creed: Embers es un cortometraje de animación que forma parte del universo de la serie de videojuegos Assassin's Creed. Esta película, la cual cierra la saga de Ezio Auditore, fue revelada el 6 de junio de 2011 por Ubisoft y finalmente incluida el 15 de noviembre de 2011 dentro de las ediciones de colección de Assassin's Creed: Revelations.
Este film fue creado y producido por UbiWorkShop, pero fue desarrollado por completo en el interior de Ubisoft Montreal en asociación con otros dos equipos (Ubik y un equipo del Grupo de Tecnología) para su creación. Cronológicamente ocurre posterior a los eventos de Assassin's Creed: Revelations cumpliendo la función de un epílogo.
Hubo declaraciones en que la carta que escribió Ezio a Sofía pudo habérsela dedicado a Cristina Vespucio, su antiguo amor, pero desecharon la idea porque ya la mencionaba en Revelations.

## Argumento
La historia, situada cronológicamente más de una década después de los eventos relatados en Assassin's Creed: Revelations, sigue a un Ezio Auditore ya anciano y retirado de la Orden de los Asesinos. Ezio vive en el campo de la Toscana junto a su esposa, Sofía, y sus dos hijos, Flavia y Marcello, aunque siempre asediado por el temor de que él y su familia puedan ser alcanzados por su violento pasado y por lo cercana que parece estar su muerte.
Ezio conoce a Shao Jun, una asesina que huye de China atormentada por las sangrientas purgas del emperador Jiajing, y que busca el consejo de Ezio para reconstruir la diezmada sección china de la Orden de los Asesinos. Aunque reacio a revivir su pasado como asesino, Ezio finalmente acepta relatarle a Shao Jun cuál fue su secreto para vencer a los Borgia, reformar la Orden en Roma y Constantinópolis y liberar a su pueblo. Soldados imperiales de Jiajing fuertemente armados siguen a Shao Jun y atacan la casa de Ezio, pero son completamente derrotados. Gracias a las enseñanzas de Ezio, Shao Jun regresa a su país para vengar a sus hermanos asesinos.
Ezio viaja a Florencia con Sofía y Flavia. Cansado y enfermo, se sienta en un banco mientras su esposa e hija se marchan al mercado. Un joven de rasgos parecidos a Ezio se sienta a su lado y luego de una breve plática le sugiere que descanse un poco, le da la mano a Ezio,en ese momento el joven se levanta y desaparece,Ezio sufre un ataque al corazón haciendo un leve gemido de dolor.Acto seguido, Ezio muere pacíficamente en el banco, Sofia se alerta,luego una multitud de gente a su alrededor intenta socorrer a Ezio.
En la escena final, Ezio lee una carta de amor dirigida a su esposa Sofía, escrita poco antes de su muerte.

Cuando era joven disfrutaba de gran libertad, pero no la valoraba; tenía tiempo, pero no lo disfrutaba; tenía amor, pero no lo sentía. Pasarían muchas décadas hasta comprender el significado de los tres, y ahora, en el ocaso de mi vida, la comprensión se ha tornado en satisfación. Amor, libertad y tiempo, antaño desechables, son ahora lo que impulsa... en especial el amor. Para ti, querida, para nuestros hijos, para nuestros hermanos y hermanas... y el vasto mundo que nos dio vida y nos mantiene en ascuas. Con infinito afecto, mi Sofía. Siempre tuyo, Ezio Auditore
Últimas palabras de Ezio

## Reparto
- Roger Craig Smith como Ezio Auditore.
- Anna Tuveri como Sofía Sartor, la esposa de Ezio.
- Angela Galuppo como Flavia Auditore, hija de Ezio y de Sofía; y Shao Jun, asesina de ascendencia china.
- Peter Arpesella como el joven que se sienta junto a Ezio en el banco.